# Tyler (Texas)
Pour les articles homonymes, voir Tyler.
Ne pas confondre avec le comté situé dans le même État, le comté de Tyler.
Tyler (prononcé [ˈtaɪlɚ]) est une ville du comté de Smith, dans l'État du Texas, aux États-Unis. Lors du recensement de 2020, sa population s’élevait à 105 995 habitants. Elle doit son nom au président John Tyler, en hommage au soutien de celui-ci à l'admission du Texas au sein des États-Unis.
Tyler est le siège d'un évêché catholique.

## Climat
Tyler bénéficie d'un climat typique de l'est du Texas, qui est imprévisible, surtout au printemps. Tout l'est du Texas a un climat subtropical humide typique du Sud-Est en Amérique du Nord.

## Jumelages
La ville de Tyler est jumelée avec :
- Jelenia Góra (Pologne)
- Lo Barnechea (Chili)
- Yachiyo (Japon)
- Metz (France)